# Orlando (film)
Orlando är en dramafilm från 1992 i regi av Sally Potter, som även skrivit filmens manus. Manuset baseras på Virginia Woolfs roman Orlando.

## Handling
Filmen tar sin början i 1500-talets England, där huvudpersonen Orlando blir den åldrade drottning Elisabets gunstling. Genom drottningens försorg begåvas Orlando med ett osedvanligt långt liv, ett liv som delvis framlevs som kvinna genom en fysisk metamorfos.

### Rollista (urval)
| Tilda Swinton       | – Orlando               |
| Billy Zane          | – Shelmerdine           |
| Quentin Crisp       | – Elisabet I av England |
| Jimmy Somerville    | – Falsetto / Angel      |
| Charlotte Valandrey | – Prinsessan Sasha      |
| Toby Stephens       | – Othello               |
| Kathryn Hunter      | – hertiginna            |

## Produktion och mottagande
Sally Potter har, förutom regisserat och skrivit filmens manus, även skrivit filmens originalmusik, tillsammans med David Motion.
Filmens huvudperson, och tillika Woolfs romanfigur, är hämtat från titelpersonen i Ariostos riddarepos Orlando furioso från 1532. Denne blev galen av obesvarad kärlek. Woolfs roman om den över 300 år långlivade Orlando är inspirerad av Vita Sackville-West, som Woolf hade en relation med; den tillägnas den androgyna kvinnan.
Med rollen som Orlando nådde den 32-åriga brittiska skådespelaren Tilda Swinton internationell uppmärksamhet.